# Seinoir
Seinoir ist eine Anfang des 20. Jahrhunderts durch den französischen Züchter Albert Seibel neu gezüchtete Rotweinsorte. Sie ist eine Kreuzung zwischen Seibel 5163 und Seibel 880 und gehört zur großen Familie der Seibel-Reben. Aus der gleichen Kreuzung entstand die Rebsorte Chancellor. Zwischen 1888 und Anfang der 1930er Jahre züchtete Seibel unzählige interspezifische Rebsorten im Kampf gegen die Reblaus. Die Rotweine der Sorte sind tiefrot gefärbt aber aufgrund des Einflusses amerikanischer Wildreben unangenehm im Geschmack (→ Fox-Ton). Ende der 1950er Jahre lag die bestockte Rebfläche bei 5.140 Hektar.
Gemäß einem Dekret vom 18. April 2008 gehört die Rebsorte zu den offiziell zugelassenen Rebsorten für den gewerblichen Anbau, da im Erbgut der Pflanze Anteile der Edelrebe Vitis vinifera enthalten sind. Aufgrund der frühen Reife findet man die Rebsorte in Anbaugebieten mit kühlem Klima. In Frankreich war sie häufig in den kühlen Regionen des Limousin, der Region Berry, von Poitou und im Savoie verbreitet. 
Insbesondere mit der Rebsorte Plantet entstanden durch Pierre Landot und Joanny Burdin etliche Neuzüchtungen. Vorrangiges Ziel war dabei die Erhaltung der frühen Reife bei gleichzeitiger Verbesserung der geschmacklichen Eigenschaften. Seyve-Villard und Couderc nutzen die Sorte ebenfalls zur Neuzüchtung.
Synonym: Zuchtstammnummer Seibel 8745.
Abstammung: Seibel 5163 x Seibel 880

## Ampelographische Sortenmerkmale
In der Ampelographie wird der Habitus folgendermaßen beschrieben:
- Die Triebspitze ist offen. Sie ist spinnwebig behaart, die Spitzen sind grünlich mit leicht karminrotem Anflug. Die hellgrünen Jungblätter sind unbehaart und stark bronzefarben gefleckt.
- Die kleinen bis mittelgroßen Blätter sind fünflappig und deutlich gebuchtet. Die Stielbucht ist fast geschlossen, wobei sich die Enden überlappen. Das Blatt ist stumpf gezahnt. Die Zähne sind im Vergleich der Rebsorten eng gesetzt.
- Die walzen- bis kegelförmige Traube klein und dichtbeerig. Die rundlichen oder leicht länglichen Beeren  sind ebenfalls klein und von violett-schwarzer Farbe. Das Aroma der Beere ist säuerlich und leicht unangenehm. Der Saft der Beeren ist gefärbt, so dass die Sorte zur Familie der Färbertrauben zählt.

Die mittelspät austreibende Rebsorte reift ca. 6 Tage nach dem Gutedel und ist somit innerhalb der roten Rebsorten sehr früh reifend, so dass sie in kühlen Lagen ausreifen kann. Die Sorte ist recht resistent gegen den Echten Mehltau aber empfindlich gegen den Falschen Mehltau sowie die Grauschimmelfäule.
Siehe auch den Artikel Weinbau in Frankreich sowie die Liste von Rebsorten.